# Horornis canturians
Horornis canturians é uma espécie de ave da família Cettiidae.
Pode ser encontrada nos seguintes países:  China, Hong Kong, Índia, Coreia do Norte, Coreia do Sul, Laos, Filipinas, Rússia, Tailândia e Vietnam.